# Joyce Randolph
Joyce Randolph (nacida como Joyce Sirola; Detroit, 21 de octubre de 1924-Nueva York, 13 de enero de 2024) fue una actriz estadounidense, conocida sobre todo por interpretar a Trixie Norton en la comedia de televisión The Honeymooners. 

## Primeros años y carrera
Randolph nació en Detroit, Míchigan, el 21 de octubre de 1924. De adolescente, actuó en el Wayne University Workshop. Cuando terminó el instituto, empezó a trabajar en ventas al por menor para una tienda de Saks Fifth Avenue en Detroit. Cuando una compañía itinerante de Stage Door actuó en Detroit, se presentó a una prueba, consiguió un papel y actuó durante el resto de la gira. Se trasladó a Nueva York en 1943 para dedicarse a la interpretación. Actuó en Broadway y consiguió varios papeles en televisión.
En 1951, Jackie Gleason la vio en un anuncio de Clorets y le pidieron que apareciera en un sketch de Cavalcade of Stars, el programa de variedades de Gleason en la DuMont Television Network. Poco después, fue elegida para el papel de Trixie en The Honeymooners. Varios columnistas neoyorquinos se refirieron a ella como la "Garbo de Detroit". "Eso sigue siendo un misterio... Yo no era nadie en Detroit. ¿Por qué Garbo? Bueno, ella era escandinava, y yo también", respondió Randolph.

## The Honeymooners
Randolph es el último miembro superviviente del reparto de The Honeymooners que incluía a Jackie Gleason como Ralph Kramden, Art Carney como Ed Norton, Audrey Meadows como Alice Kramden y Randolph como Thelma "Trixie" Norton.
Randolph también interpretó a Trixie en sketches de The Jackie Gleason Show. En una entrevista de septiembre de 2015, Randolph dijo que no interpretó a Trixie Norton en las reposiciones de Honeymooners debido a razones personales y geográficas; además, Randolph declaró que Gleason la consideraba "la Trixie por excelencia".
Según Randolph, pedirle a Gleason que le diera más líneas estaba descartado. "Ni siquiera hablas con Jackie, y mucho menos le pides nada", dijo Randolph. "No hablaba mucho y no le gustaba ensayar mucho". Joyce habló de una agitada carga de trabajo para rodar la serie, con el rodaje de los 39 episodios en un año natural. Aunque afirmó que no había mucha conversación entre los miembros del reparto, todos se presentaban los sábados para rodar el programa ante una audiencia en directo.

## Otra carrera
En Broadway, Randolph apareció en Ladies Night in a Turkish Bath (1950). Después de identificarse con el personaje de Norton, rara vez encontró otros papeles. "Durante años después de ese papel", cuenta Randolph, "los directores decían: 'No, no podemos utilizarla. Es demasiado conocida como Trixie". Actuó en musicales de verano, hizo anuncios publicitarios y tuvo algunas apariciones como invitada en programas de televisión, como su reposición de Trixie Norton (junto con Audrey Meadows, que retomaba su papel de Alice Kramden) en el episodio de 1991 "Fur Flies" en Hi Honey, I'm Home!.

## Vida personal

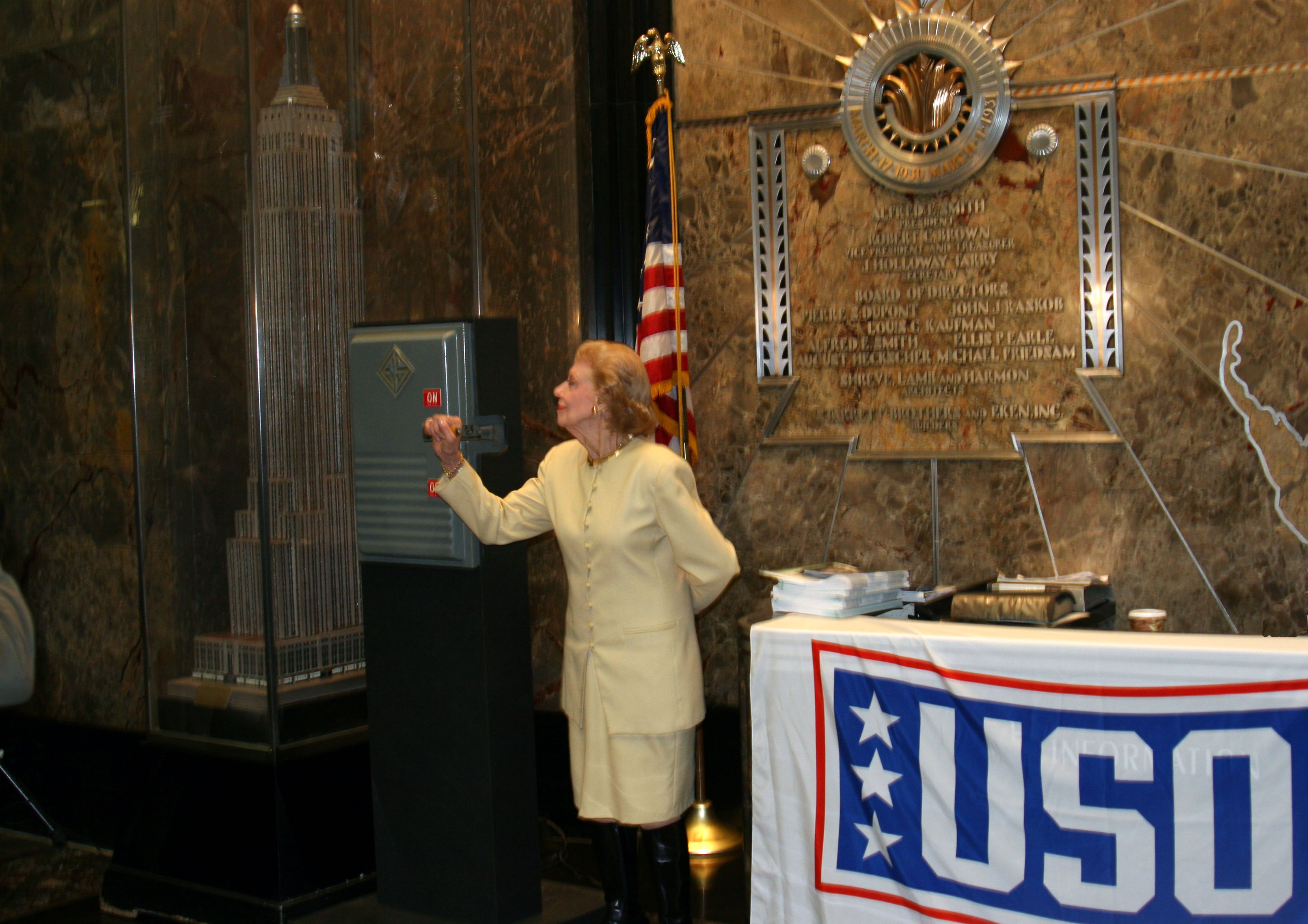
Randolph en 2006

Randolph se casó con Richard Lincoln Charles, un acaudalado ejecutivo de marketing, el 2 de octubre de 1955, al día siguiente del estreno de The Honeymooners. Richard Charles murió en 1997 a los 74 años. Su hijo, Randolph Richard Charles (nacido en 1960), es ejecutivo de marketing.
Fue la tía-abuela del ex lanzador de las Grandes Ligas de Béisbol Tim Redding.
Joyce Randolph murió mientras dormía el 13 de enero de 2024, a la edad de 99. Había residido durante mucho tiempo en la ciudad de Nueva York y estaba en cuidados paliativos sufriendo los efectos de la vejez. Randolph fue la última sobreviviente del elenco de The Honeymooners.